# キワニス
国際キワニス（こくさいキワニス、Kiwanis International）とは、アメリカインディアナ州インディアナポリスに本拠地を持つ、民間の社会奉仕団体である。

## 概要
ミシガン州デトロイトで、1915年1月21日に設立され、世界的に活動している。名称は、デトロイト周辺に住んでいた原住民の言葉「NUN-Kee-Wan-is」（皆一緒に集まる）に由来している。
ロータリークラブ、ライオンズクラブに並ぶ、世界三大社会奉仕団体の一つで、世界96か国で約8000のクラブで構成され、活動している。会員は成人が約28万人、子供は約32万人。活動の特徴は「世界の子供たちに奉仕する」である。「まず子どもを第一に考えよう(Young Children Priority One)」をモットーに、国際的に活動している。

## 日本地区
1964年、東京キワニスクラブがアジア太平洋地域で、最初のクラブとして設立された。次いで名古屋、大阪、広島、神戸、仙台、札幌、横浜、高松、福岡、京都、千葉、和歌山、新潟、泉州、埼玉、西宮、渋谷、福山、熊本、静岡、金沢、松江、鹿児島、芦屋、福島、大分、千代田、長崎の順に日本各地に広がった。現在29のクラブで会員数約1700人。

## キワニアンの目的
ものより心を重んじよう
人生の物質的な価値より、むしろ人道的、精神的価値を重く見ること
自分がされて嬉しいことを、他人にもしよう
全ての人間関係において、黄金律に従う日常生活を奨励すること
仕事の質を高めよう
社会生活、実業界、専門領域に、より高度な水準を採択し、適用するように推進すること
きまりを守り、社会に尽くそう
規範・模範によって、より一層知的、進取的、奉仕的な市民性を開発すること
友情をつちかい、力を合わせて、活動を進めよう
キワニスクラブを通じて、恒久的な友情を形成し、愛他的奉仕を実行し、より良き社会を建設するための実際的な手段を提供すること
国を愛し、善を高め、夢をはぐくもう
公正、正義、愛国心、善意などを増進させる健全な世論と、高い理想主義を創造し、維持するように協力すること
（1924年コロラド州デンバーでの国際キワニス年次総会で採択）

## 奉仕活動

### 日本地区
キワニスドール
1988年オーストラリアメルボルンで初めて作られたキワニスドールは、2001年から日本地区で取り組み始め、各クラブで大きな広がりをみせている。身長約40cmで体重50gのノッペラボウで素朴な人形は、病気の子ども達を支え、勇気付けている。これまでに病院や関連施設に贈呈した人形は全国で数万個に達する。
キワニスドールはすべて手作りで、会員はもちろん、中学校や高校の課外活動や授業でも作られている。最近は企業内でのボランティア活動としても制作されている。キワニスドールの作り手と使用者（病院関係者）が、一堂に集まり意見交換するシンポジウムも開催している。

児童虐待防止
子どもへの虐待防止活動として、日本地区の各クラブが、その地域に適した具体的な活動を行なっている。主なものとして、オレンジリボン運動の参加協力やDV避難施設運営協力、養護施設への支援などがある。

ユース（若者・学生）との協力
「子ども達のために」活動するユース・クラブを表彰し、彼らのボランティア活動を支援している。キワニス活動に賛同したユース・クラブのネットワークを作り、彼らの活動を活発にし、またキワニスの社会的な広がりを計っている。

地域プロジェクト
クラブがその地域に根差して主導しているプロジェクト。主な活動に、横浜クラブのマタニティコンサートや高松クラブの少年ボランティア発表会、和歌山クラブの青少年のメッセージきらり、名古屋クラブの里親フォーラムあいちなど、長年にわたり活動している。

表彰
クラブごとに、地域のボランティア団体や個人に表彰を行っている。社会公益賞のように多くのクラブに共通する賞もあるが、地域の特色を生かした独特の表彰も行っている。

### 全世界
エリミネイト・プロジェクト（Eliminate：撲滅運動）
破傷風撲滅（2010年―2015年）
国際キワニスが、創立100周年を期して取り組んでいるプロジェクト。新生児に悲惨な死をもたらす破傷風を撲滅させる活動。この活動は、国連のユニセフ（UNICEF）と共同で、開発途上国を中心に、世界から破傷風をなくすための募金活動。約6,100万人の妊婦と新生児に、ワクチンを投与するのに必要な1億1千万米ドルを、2015年までに世界のキワニスクラブが募金する。
“eliminate”という英語には、母子破傷風を意味する英語“Maternal & Neonatal Tetanus”の頭文字が含まれている。

ヨード欠乏症撲滅（1993年―2005年）
1993から始まった国際キワニス世界奉仕活動のヨード欠乏症撲滅活動は、2005年までに募金目標を達成して終了した。2002年には、国連総会の児童に関する特別会議で、2005年までにヨード欠乏症を根絶することが決議された。それを受けて、全世界のキワニスクラブがさらなる活動を行い、ヨード欠乏症の危険から世界の子ども達を守るのに成功を収めた。

キワニス・ワンデー
毎年4月のある一日、全世界のキワニスクラブ（および関係団体）が、各クラブ別に何らかの奉仕活動を行っている。全キワニス・ファミリーが意味のある奉仕活動をすることで、会員の団結と社会への広報を図っている。
本活動は、2016-2017年度より10月の第4土曜日開催に変更した。

## 特色
日本での、ロータリークラブとライオンズクラブが経営者を主体とした財界人の集まりに対して、キワニスクラブは、企業経営者や会社員、公務員、主婦、弁護士、医師、大学教授と様々な職種の人々が参加している。「子ども達のために」何かをしたい人が、自分のできることを探して活動し、また新たな企画を立案して実行している奉仕団体。ボランティア活動を円滑に行うために、クラブ会員相互の知的交流や研鑽、親睦にも努めている。毎年開催される、日本地区とアジアパシフィック地域（ASPAC）、世界の3大大会で会員同士の交流も活発に行われている。